# Старейшины (организация)
Старейшины (англ. The Elders) — международная неправительственная организация. Основными создателями организации являются Ричард Брэнсон, Питер Гэбриел и Нельсон Мандела.

## История
Истоком основания организации стало письмо Ричарда Брэнсона Нельсону Манделе:
Как тебе хорошо известно, во всех африканских селениях есть старейшины, к которым с почтением относятся все остальные жители. Мы считаем, что всему миру нужны свои старейшины такого рода. Ты говорил нам, что тебе было легче заручиться доверием генералов, с которыми ты вёл переговоры в Руанде, потому что они разговаривали с тобой, словно с отцом. Мы хотели бы собрать небольшую группу самых уважаемых «старейшин» мира и, поскольку из всех людей на земле сегодня ты пользуешься самым большим уважением, хотели попросить тебя стать отцом этой организации и первым старейшиной.
Письмо опиралось на высказывание Альберта Эйнштейна — «Как бы мне хотелось, чтобы существовал остров для мудрых и миролюбивых людей».
Нельсону Манделе понравилась эта идея и он увидел в ней перспективу. Вместе со Грасой Машел он согласился стать старейшиной-основателем, и они разослали приглашения одиннадцати кандидатам со всего мира, которые, по его мнению, обладали наивысшим авторитетом. Был утверждён окончательный список старейшин.
На первом собрании старейшин в Улусабе Нельсон Мандела сказал:
Давайте называть их старейшинами мира, но не из-за их возраста, а из-за их индивидуальной и коллективной мудрости. Сила этой группы не в политической, экономической или военной власти, но в независимости и честности тех, кто здесь присутствует. Им не нужно строить карьеру, побеждать на выборах, угождать электорату. Они могут говорить всё, что угодно, идти теми путями, которые они считают правильными, даже если никто не следует за ними. Я знаю, что вместе вы будете излучать храбрость, когда вокруг царит страх, склонять к согласию, когда бушуют конфликты, и вселять надежду, когда все погрузились в отчаяние.
После этого собрания старейшины решили заявить всему миру о своём существовании. Команда Virgin Group работала и готовилась к открытию, помогая привлечь средства, нужные в первый год существования организации — за пять недель. Участники этой инициативы уже были не просто партнёрами, они стали друзьями на всю жизнь.
18 июля 2007 года в Йоханнесбурге в день рождения Нельсона Манделы состоялось провозглашение образования организации «Старейшины».
Ричард Брэнсон, как сооснователь объяснил, что:
Это группа чрезвычайно влиятельных, всемирно известных, полных энтузиазма  деятелей, использующих  свою решимость, мудрость, лидерство в борьбе с трудноразрешимыми проблемами. Отличительная особенность старейшин заключается в том, что их карьеры сейчас находятся на том витке развития, когда у них нет других намерений, кроме как забота о человечестве. Старейшинам не платят за их работу. Они уполномочены участвовать в разрешении конфликтов по всему миру. Авторитет совета старейшин на международной арене велик.

## Организация
Совет старейшин был организован по такому же принципу, как создаётся большинство компаний Virgin Group. Идёт продвижение организации и обеспечение всем необходимым для совместной работы. В организации работает мотивированная административная команда. Обеспечена защита названия и бренда старейшин. В процессе развития у группы появилось узнаваемое лицо, и она сохранила его, несмотря на смену её членов и постоянно расширяющийся спектр деятельности. Питер Гэбриел и Ричард Брэнсон подумали, что будет лучше, если они не будут вмешиваться в дела организации, чтобы старейшины имели полную независимость, что записано в их уставе. Старейшины никому не подчиняются, включая самих основателей и инвесторов организации. Как сказал Брэнсон: «Двенадцать старейшин — это сложившиеся личности. Большинству из них уже более шестидесяти лет, и им неведом эгоизм. Их миссия заключается в том, чтобы работать над разрешением глобальных проблем и бед всего человечества».

## Члены
В настоящий момент в совет старейшин входят:
- Граса Машел, жена Манделы, известная своей борьбой за права женщин и детей;
- Марти Ахтисаари, бывший президент Финляндии, лауреат Нобелевской премии мира.
- Лахдар Брахими, алжирец по национальности, бывший посланник ООН, который в молодости участвовал в освободительном движении своей страны, а затем стал дипломатом по решению многих конфликтов на Ближнем Востоке;
- Гру Харлем Брундтланд, бывший премьер-министр Норвегии, которая оказала сильнейшее влияние на мировую общественность за время своей деятельности в Комиссии по окружающей среде и устойчивому развитию;
- Фернанду Кардозу, социолог, бывший президент Бразилии, боровшийся за права человека в Южной Африке;
- Эрнесто Седильо, бывший президент Мексики;
- Джимми Картер, который, будучи президентом США, заключил историческое мирное соглашение в резиденции Кемп-Девиде;
- Мэри Робинсон, бывший президент Ирландии, которая с 1997 по 2002 год занимала должность верховного комиссара ООН по правам человека;
- Хина Джилани, защитница прав человека во всём мире и в Пакистане.
- Пан Ги Мун, бывший Генеральный секретарь ООН, поставил устойчивое развитие, изменение климата и гендерное равенство на первое место в повестке дня ООН;
- Цахиагийн Элбэгдорж, бывший президент Монголии, руководивший переходом страны к демократии;
- Зеид Раад аль-Хуссейн, бывший Постоянный представитель Иордании при ООН, эксперт по поддержанию мира;
- Элен Джонсон-Серлиф, бывший президент Либерии, первая женщина-президент африканской страны, лауреат Нобелевской премии мира;
- Рикардо Лагос, бывший президент Чили, борец за демократию и права человека;
- Хуан Мануэль Сантос, бывший президент Колумбии, лауреат Нобелевской премии мира «За усилия по прекращению в стране более чем полувековой гражданской войны».

### Бывшие
- Мухаммад Юнус, экономист из Бангладеш, лауреат Нобелевской премии и основатель банка Grameen (вышел в 2009 году[5]);
- Аун Сан Су Чжи, лидер бирманской оппозиции, выступавшая против режима военной хунты (вышла в 2012 году[6]);
- Ли Чжаосин, бывший министр иностранных дел КНР[7];
- Нельсон Мандела, основатель организации, бывший президент ЮАР (по причине смерти в 2013 году);
- Кофи Аннан, председатель организации, генеральный секретарь Организации Объединённых Наций с 1997 по 2006 год (по причине смерти в 2018 году)
- Эла Бхат, основательница Индийской ассоциации занятых индивидуальной трудовой деятельностью женщин (SEWA);

Почётным членом организации являлся Десмонд Туту, англиканский архиепископ, активный борец с апартеидом в Южной Африке.